# Villeblevin
Villeblevin [vil.bləvɛ̃] est une commune française située dans le département de l'Yonne en région Bourgogne-Franche-Comté.
Ses habitants sont appelés les Villeblevinois.

## Géographie
Villeblevin est une petite commune de se̠ulement 737 hectares.
Ce territoire qui s'étend sur la rive gauche de l'Yonne jusqu'aux premiers versants du Gâtinais est constitué de deux parties distinctes :
- le fond alluvial de la vallée de l'Yonne appelé Pays-Bas, dont l'altitude moyenne est de 55 m. Cette partie du territoire a été exploitée au cours des dernières décennies pour l'extraction du sable sur presque 50 ha. De ce fait, de nombreux plans d'eau subsistent aujourd'hui ;
- la seconde partie vallonnée se rapproche du plateau du Gâtinais à une altitude de 170 m environ et rejoint la RD 606 en pente douce. Le sous-sol est constitué d'une épaisse couche de craie marneuse contenant des rognons de silex. De nombreuses caves sont taillées dans cette craie et des souterrains existent encore, bien qu'aujourd'hui condamnés. Selon des récits recueillis auprès d'habitants de la commune, au début du XXe siècle une partie de la rue derrière le presbytère (actuelle Poste) s'effondra, révélant un souterrain reliant probablement l'église au château. Selon les mêmes sources, un cercueil aurait disparu dans un souterrain lors de sa mise en terre (jusque fin XIXe, le cimetière était situé autour de l'église)[1].

### Climat
Pour des articles plus généraux, voir Climat de la Bourgogne-Franche-Comté et Climat de l'Yonne.
En 2010, le climat de la commune est de type climat océanique dégradé des plaines du Centre et du Nord, selon une étude du Centre national de la recherche scientifique s'appuyant sur une série de données couvrant la période 1971-2000. En 2020, Météo-France publie une typologie des climats de la France métropolitaine dans laquelle la commune est exposée à un climat océanique altéré et est dans la région climatique  Nord-est du bassin Parisien, caractérisée par un ensoleillement médiocre, une pluviométrie moyenne régulièrement répartie au cours de l’année et un hiver froid (3 °C). 
Pour la période 1971-2000, la température annuelle moyenne est de 11,3 °C, avec une amplitude thermique annuelle de 15,4 °C. Le cumul annuel moyen de précipitations est de 698 mm, avec 11,1 jours de précipitations en janvier et 7,3 jours en juillet. Pour la période 1991-2020, la température moyenne annuelle observée sur la station météorologique de Météo-France la plus proche, « La Brosse-Mx », sur la commune de La Brosse-Montceaux à 5 km à vol d'oiseau, est de 12,0 °C et le cumul annuel moyen de précipitations est de 652,9 mm. 
La température maximale relevée sur cette station est de 42,9 °C, atteinte le 25 juillet 2019 ; la température minimale est de −20,5 °C, atteinte le 17 janvier 1985,,. 
Les paramètres climatiques de la commune ont été estimés pour le milieu du siècle (2041-2070) selon différents scénarios d'émission de gaz à effet de serre à partir des nouvelles projections climatiques de référence DRIAS-2020. Ils sont consultables sur un site dédié publié par Météo-France en novembre 2022.

## Urbanisme

### Typologie
Au 1er janvier 2024, Villeblevin est catégorisée petite ville, selon la nouvelle grille communale de densité à sept niveaux définie par l'Insee en 2022.
Elle est située hors unité urbaine. Par ailleurs la commune fait partie de l'aire d'attraction de Paris, dont elle est une commune de la couronne,. Cette aire regroupe 1 929 communes,.

### Occupation des sols
L'occupation des sols de la commune, telle qu'elle ressort de la base de données européenne d’occupation biophysique des sols Corine Land Cover (CLC), est marquée par l'importance des territoires agricoles (68,1 % en 2018), une proportion sensiblement équivalente à celle de 1990 (68,4 %). La répartition détaillée en 2018 est la suivante : 
terres arables (64,5 %), zones urbanisées (16,9 %), eaux continentales (15,1 %), zones agricoles hétérogènes (3,6 %). L'évolution de l’occupation des sols de la commune et de ses infrastructures peut être observée sur les différentes représentations cartographiques du territoire : la carte de Cassini (XVIIIe siècle), la carte d'état-major (1820-1866) et les cartes ou photos aériennes de l'IGN pour la période actuelle (1950 à aujourd'hui).

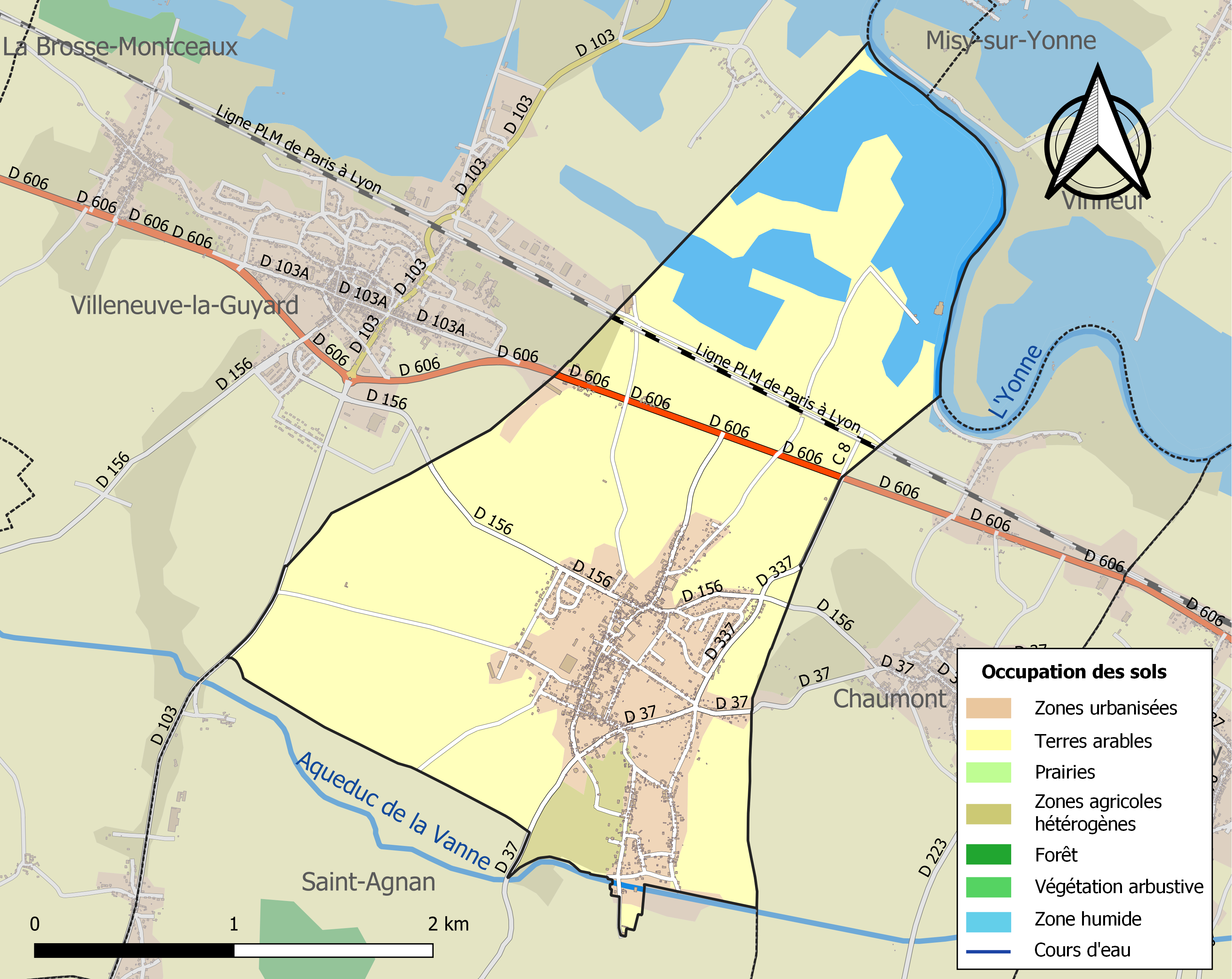
Carte des infrastructures et de l'occupation des sols de la commune en 2018 (CLC).

## Histoire
Sur une période de plusieurs siècles, le nom de la commune évolue sous différentes appellations. La plus ancienne désignation date de la fin du XIe siècle et s'écrit Villapoplinam, Villablovinam ou Villablovanam.
La première partie du nom se retrouve beaucoup dans le nord du département : Villeneuve, Villecien, Villebougis, Villemanoche, etc. Le préfixe[Quoi ?] villa a commencé à être employé vers la fin du IVe siècle, il désignait à l'origine une exploitation agricole gallo-romain. Il a gardé ce sens jusqu'au XIe siècle ; ensuite il a pris peu à peu le sens de village et enfin son sens actuel.
De par son suffixe il est coutumier de dire qu'il s'agissait du pays du blé et du vin, ce qui est inexact car du blé et des vignes, il y en avait dans toute notre contrée. Dans son livre Toponymie générale de la France (1994) Ernest Nègre donne comme étymologie le préfixe bas-latin Villa et un nom propre d'origine germanique, Blouain, Blouvyn puis Blevin dérivant du nom propre Bobolenus[Quoi ?]. Ce qui donnerait la ferme de Bobolenus.
Villeblevin releva successivement de l'abbaye de la Pommeraye, du prieuré de Vieupou, et du chapitre de Sens au XVe siècle, puis devint fief de la baronnie de Bray-sur-Seine à partir du XVIe siècle.
La maison des Barres fut en possession de cette seigneurie aux XIIe/XIIIe et y fit édifier une forteresse. À cette illustre famille succéda aux XIVe/XVe la maison de Bouville. Au XIXe siècle, les Le Barrois de Lemery firent reconstruire le château sur l'emplacement du château fort primitif.
L'église Saint-Médard-et-Saint-Michel, dont la haute tour carrée domine tout le village, date de 1586 et possède trois portails (fin XVIIIe) encadrés par d'énormes contreforts. Elle possède une triple nef, des arcades ogivales du XVIe et des pilastres toscans. Son clocher convexe est surmonté d'un campanile. Sa chaire est du XVIIIe siècle. L'église héberge en son sein, depuis 1887, un orgue à huit registres fabriqué par le facteur d'orgue parisien Aristide Cavaillé-Coll. Il a été restauré au cours des années 1990, sous l'impulsion de l'association Les Amis de l'orgue de Villeblevin et on peut l'entendre lors de nombreux concerts donnés en l'église.
Au début du XXe siècle, l'activité de la population consistait surtout au travail de la terre : petites fermes de quelques hectares, quelques vaches, 1 ou 2 chevaux. En 1954, il y avait 23 exploitations agricoles. Les choses ont bien changé avec le machinisme et le remembrement. Villeblevin a perdu progressivement son caractère rural pour devenir une cité dortoir. La population est passée de 746 habitants en 1962 à 1708 aujourd'hui (recensement de 2005).
La commune compte un bar-tabac, une boulangerie, un restaurant (L'Escale sur la D606 au Petit-Villeblevin), ainsi que de nombreux artisans.

## Politique et administration

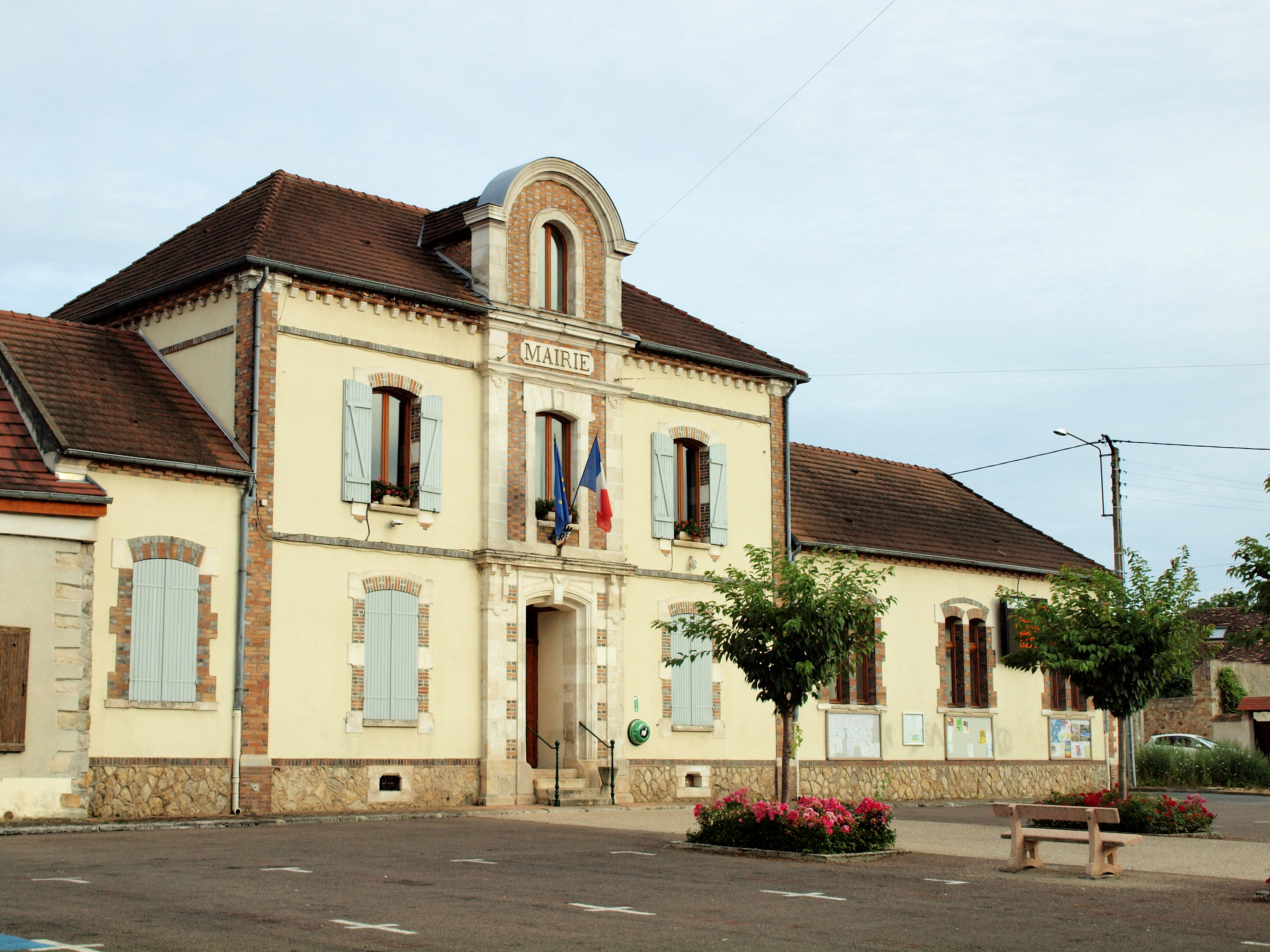
La mairie du village.

### Liste des maires
| Période       | Période       | Identité      | Étiquette | Qualité                                                   |
| ------------- | ------------- | ------------- | --------- | --------------------------------------------------------- |
| Novembre 2016 | En cours      | Thierry Spahn | DLF       | Maire, Président de la Communauté de communes depuis 2019 |
| Mars 2001     | Novembre 2016 | Marc Leruse   |           | Maire                                                     |
| avant 1981    | ?             | René Pellerin |           |                                                           |

### Jumelages
- Heidenburg (Allemagne)

## Démographie
L'évolution du nombre d'habitants est connue à travers les recensements de la population effectués dans la commune depuis 1793. Pour les communes de moins de 10 000 habitants, une enquête de recensement portant sur toute la population est réalisée tous les cinq ans, les populations de référence des années intermédiaires étant quant à elles estimées par interpolation ou extrapolation. Pour la commune, le premier recensement exhaustif entrant dans le cadre du nouveau dispositif a été réalisé en 2005.

En 2022, la commune comptait 1 813 habitants, en évolution de −2,84 % par rapport à 2016 (Yonne : −1,95 %, France hors Mayotte : +2,11 %).
| 1793 | 1800 | 1806 | 1821 | 1831 | 1836 | 1841 | 1846 | 1851 |
| ---- | ---- | ---- | ---- | ---- | ---- | ---- | ---- | ---- |
| 862  | 838  | 837  | 862  | 933  | 910  | 896  | 862  | 855  |

| 1856 | 1861 | 1866 | 1872 | 1876 | 1881 | 1886 | 1891 | 1896 |
| ---- | ---- | ---- | ---- | ---- | ---- | ---- | ---- | ---- |
| 890  | 906  | 876  | 890  | 878  | 921  | 965  | 932  | 931  |

| 1901 | 1906 | 1911 | 1921 | 1926 | 1931 | 1936 | 1946 | 1954 |
| ---- | ---- | ---- | ---- | ---- | ---- | ---- | ---- | ---- |
| 886  | 826  | 757  | 642  | 731  | 772  | 800  | 742  | 771  |

| 1962 | 1968 | 1975 | 1982  | 1990  | 1999  | 2005  | 2006  | 2010  |
| ---- | ---- | ---- | ----- | ----- | ----- | ----- | ----- | ----- |
| 686  | 740  | 888  | 1 141 | 1 340 | 1 580 | 1 708 | 1 740 | 1 822 |

| 2015  | 2020  | 2022  | - | - | - | - | - | - |
| ----- | ----- | ----- | - | - | - | - | - | - |
| 1 854 | 1 796 | 1 813 | - | - | - | - | - | - |

## Culture locale et patrimoine

### Lieux et monuments
- Église Saint-Médard-et-Saint-Michel, XVIe siècle

### Personnalités liées à la commune

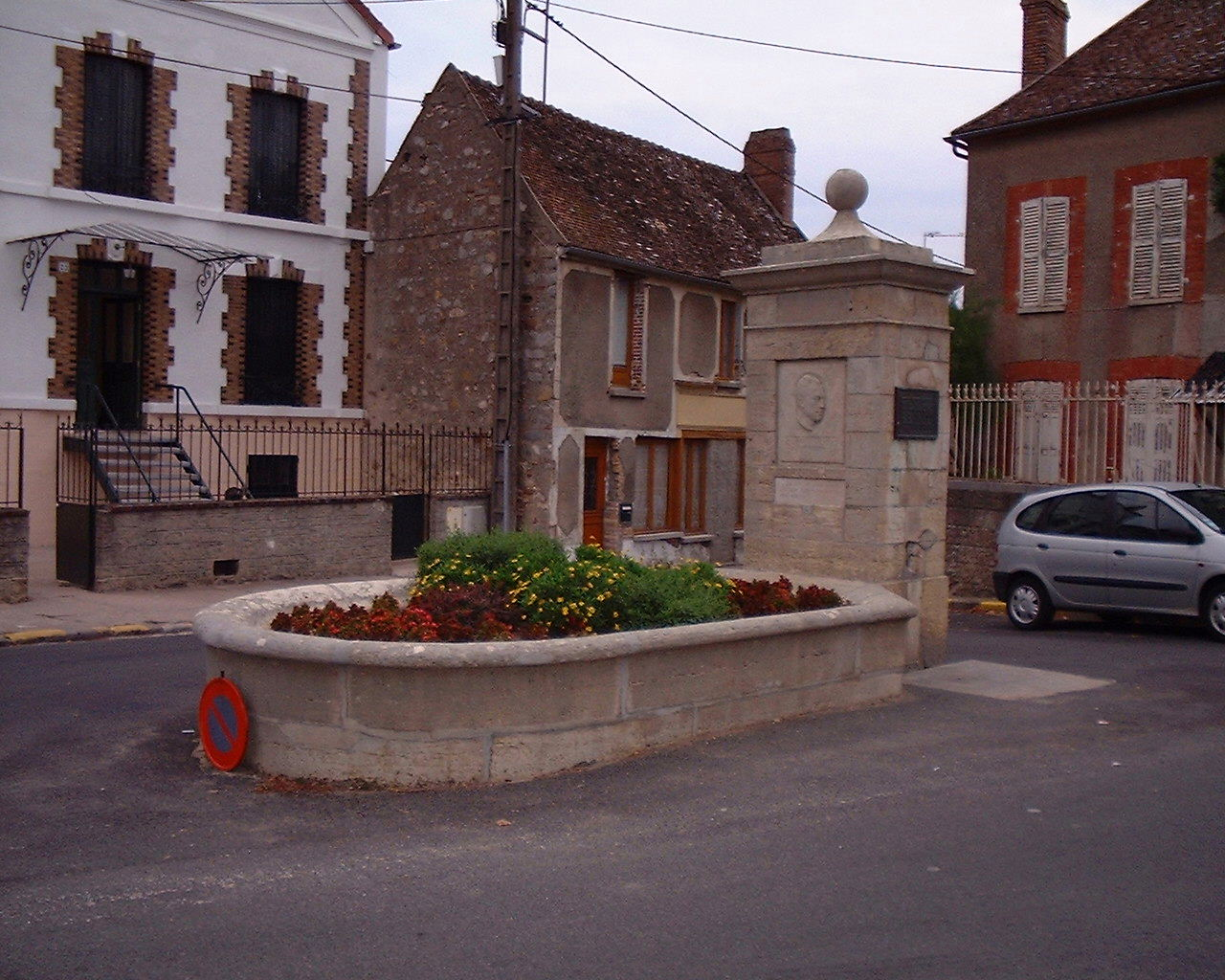
Monument en hommage à l'écrivain et philosophe français Albert Camus (1913-1960).

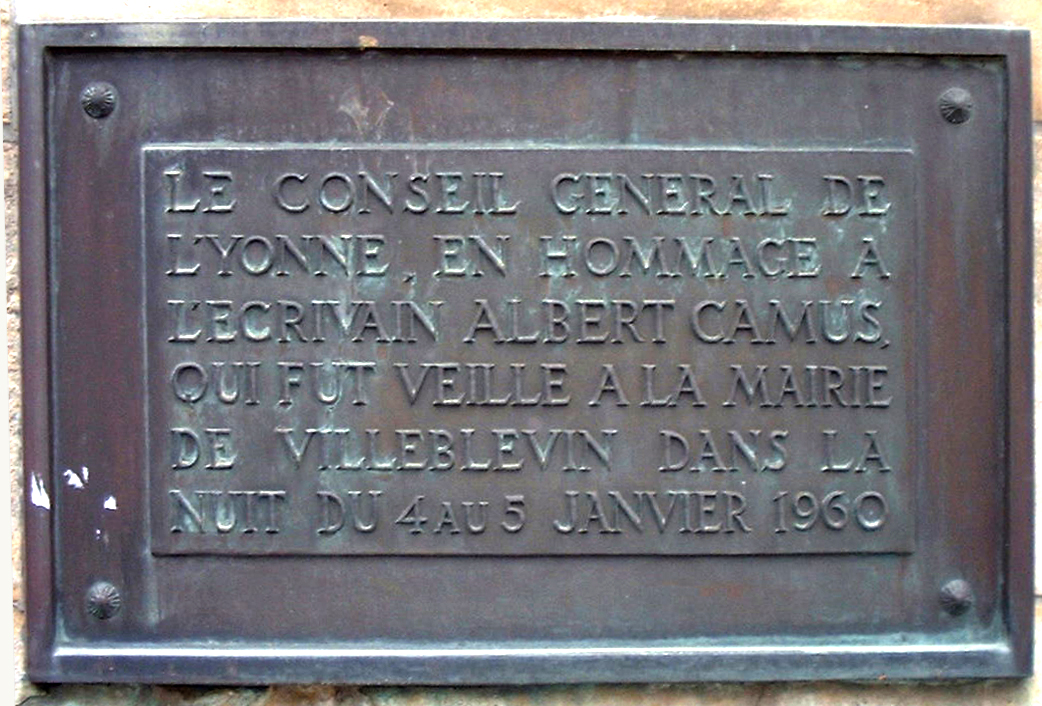
La plaque de bronze sur le même monument.

- Albert Camus est mort sur le territoire de la commune de Villeblevin sur la route nationale 5 (renumérotée RN 6 à la fin des années soixante-dix puis D 606 depuis 2006) dans un accident de voiture le 4 janvier 1960. Il était passager de la puissante Facel Véga conduite par son éditeur Michel Gallimard.

### Héraldique
| Blason de Villeblevin | Blason  | De sinople au chevron d'argent renversé et chargé en pointe d'une burelle ondée d'azur, le chevron accompagné en pointe, à dextre d'une gerbe d'or liée de gueules et à senestre d'une grappe feuillée de raisin d'or et, en chef, d'une tour losangée d'or et de gueules. |
| Blason de Villeblevin | Détails | Adopté le 11 mai 1993. |

## Pour approfondir